# Урубок
Урубок — деревня в Починковском районе Смоленской области России. Входит в состав Стригинского сельского поселения. Население — 12 жителей (2007 год). 
Расположена в центральной части области в 16 км к северо-востоку от Починка, в 2 км севернее автодороги Р96 Новоалександровский(А101) - Спас-Деменск — Ельня — Починок. В 16 км юго-западнее деревни расположена железнодорожная станция Грудинино на линии Смоленск — Рославль. 

## История
В годы Великой Отечественной войны деревня была оккупирована гитлеровскими войсками в июле 1941 года, освобождена в сентябре 1943 года.